# 塞尔希伊夫卡 (苏梅区)
51°3′26″N 34°6′3″E / 51.05722°N 34.10083°E
塞爾希伊夫卡（羅馬化：Serhiivka），或按俄语译为谢尔盖耶夫卡，是位於烏克蘭北部的村莊，由蘇梅州蘇梅區的沃羅日巴市鎮負責管轄。該村距離約西波韋1.5公里、巴甫利夫斯凯和新彼得里夫卡1公里，2001年人口308。